# Список банков, лишённых лицензии в 2010 году (Россия)

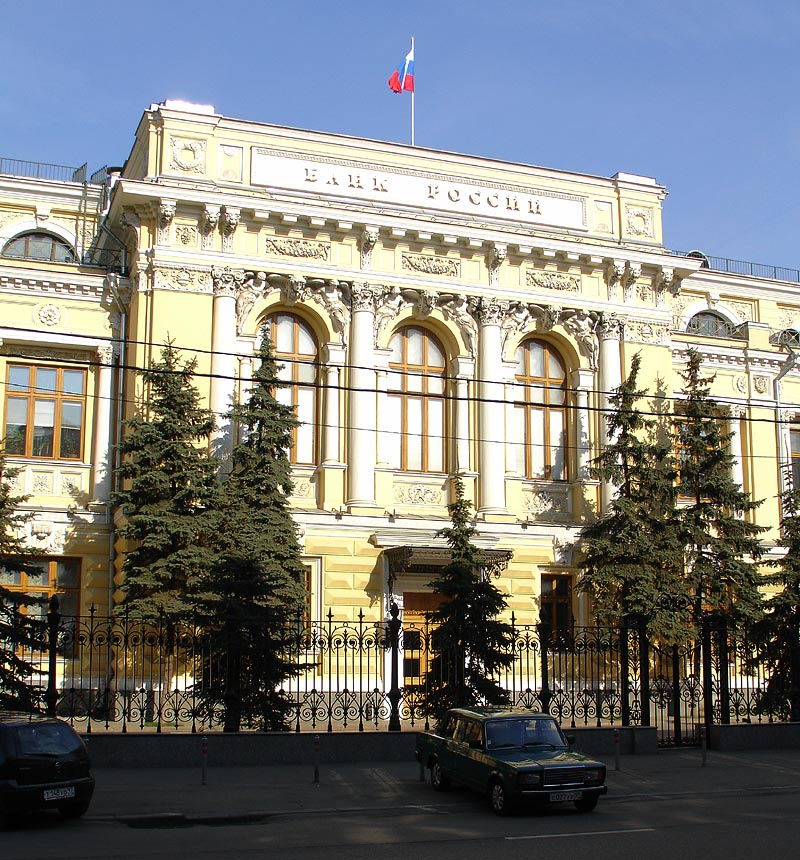
Здание Центрального Банка России на Неглинной

В список включены все кредитные организации России, у которых в 2010 году была отозвана или аннулирована лицензия на осуществление банковской деятельности.
В 2010 году Центральным Банком России были отозваны 27 лицензии у кредитных организаций, из которых 26 лицензий были отозваны у банков и одна — у небанковской кредитной организации, также у 18 кредитных организаций лицензии были аннулированы. Больше всего кредитных организаций лишились лицензий в декабре, так в этом месяце было отозвано 10 лицензий. Меньше всего в апреле — ни отзывы, ни аннулирования лицензий не осуществлялись.
Основной причиной для отзыва лицензий у банков в 2010 году стало нарушение банковского законодательства. Кроме того, среди наиболее распространенных проблем оказались неисполнение требований кредиторов, существенная недостоверность отчетности, размер собственных средств ниже минимального значения уставного капитала и достаточность капитала ниже 2 %.

## Легенда
Список разбит на два раздела по полугодиям 2010 года. Внутри разделов организации отсортированы по месяцам, внутри месяца по датам закрытия, внутри одной даты по номеру документа об отзыве или аннулировании лицензии.

| Таблица: - Дата — дата отзыва/аннулирования лицензии. - Приказ — номер приказа или иного документа об отзыве/аннулировании лицензии. - Регион — населённый пункт или регион регистрации банка. - АСВ — является ли кредитная организация системы страхования вкладов. - Причина — основные причины отзыва или аннулирования лицензии организации. Выделение строк цветом: - — выделение светло-зелёным цветом означает, что лицензия организации была аннулирована. - — выделение светло-жёлтым цветом означает, что лицензия организации была отозвана. | Сокращения: - АКБ — акционерный коммерческий банк. - ЗАО — закрытое акционерное общество. - КБ — коммерческий банк. - НКО — небанковская кредитная организация. - ОАО — открытое акционерное общество. - ООО — общество с ограниченной ответственностью. - РНКО — расчетная небанковская кредитная организация. |

## 1 полугодие
В разделе приведены все кредитные организации, у которых в 1-м полугодии 2010 года была отозвана или аннулирована лицензия.
| Наименование                                                     | Основ. | Лиц. | Дата       | Приказ        | Регион                   | АСВ | Причина | Прим.                                        |
| ---------------------------------------------------------------- | ------ | ---- | ---------- | ------------- | ------------------------ | --- | --- | -------------------------------------------- |
| Январь                                                           |        |      |            |               |                          |     | |                                              |
| ЗАО «Банк Интеза»                                                | 2003   | 3444 | 11.01.2010 | 2107711000021 | Москва                   | Нет | Присоединён к ЗАО «КМБ Банк». | [ 3 ] [ 4 ] [ 5 ]                            |
| ОАО «Русь-Банк-Урал»                                             | 1990   | 1214 | 20.01.2010 | 2107711000538 | Екатеринбург             | Нет | Присоединён к ОАО «Русь-Банк». | [ 3 ] [ 6 ] [ 7 ]                            |
| Февраль                                                          |        |      |            |               |                          |     | |                                              |
| ЗАО «Акционерный коммерческий городской банк „Арвеста“»          | 1994   | 2926 | 04.02.2010 | ОД-52         | Армавир                  | Да  | Банк на 1 января 2010 года не достиг размера собственных средств, отвечающего требованиям части пятой статьи 11.2 Федерального закона «О банках и банковской деятельности». | [ 2 ] [ 3 ] [ 8 ] [ 9 ] [ 10 ] [ 11 ] [ 12 ] |
| ООО КБ «Новосибкоопбанк»                                         | 1993   | 2422 | 04.02.2010 | 2115400006764 | Новосибирск              | Нет | Решение акционеров банков о прекращении деятельности кредитных организаций в порядке их ликвидации. | [ 3 ] [ 13 ] [ 14 ]                          |
| ЗАО «Донской народный банк»                                      | 1992   | 2126 | 05.02.2010 | 2107711001286 | Гуково                   | Нет | Решение акционеров банков о прекращении деятельности кредитных организаций в порядке их ликвидации. | [ 3 ] [ 15 ] [ 16 ]                          |
| ОАО «ТНГИБанк»                                                   | 1993   | 2560 | 11.02.2010 | ОД-64         | Томск                    | Нет | Банк на 1 января 2010 года не достиг размера собственных средств, отвечающего требованиям части пятой статьи 11.2 Федерального закона «О банках и банковской деятельности». Неисполнение федеральных законов, регулирующих банковскую деятельность. Неисполнение нормативных актов Банка России. Неспособность удовлетворить требования кредиторов. | [ 2 ] [ 3 ] [ 8 ] [ 9 ] [ 17 ] [ 18 ]        |
| ООО КБ «Минераловодский»                                         | 1990   | 888  | 11.02.2010 | ОД-66         | Минеральные Воды         | Нет | Банки на 1 января 2010 года не достигли размера собственных средств, отвечающего требованиям части пятой статьи 11.2 Федерального закона «О банках и банковской деятельности». | [ 2 ] [ 3 ] [ 8 ] [ 9 ] [ 19 ] [ 20 ]        |
| ЗАО АКБ «Микомс-Банк»                                            | 1994   | 2653 | 18.02.2010 | ОД-94         | Москва                   | Нет | Банки на 1 января 2010 года не достигли размера собственных средств, отвечающего требованиям части пятой статьи 11.2 Федерального закона «О банках и банковской деятельности». | [ 2 ] [ 3 ] [ 8 ] [ 9 ] [ 21 ] [ 22 ]        |
| ЗАО КБ «С-Банк»                                                  | 1992   | 1857 | 26.02.2010 | ОД-110        | Ижевск                   | Да  | Банки на 1 января 2010 года не достигли размера собственных средств, отвечающего требованиям части пятой статьи 11.2 Федерального закона «О банках и банковской деятельности». | [ 2 ] [ 3 ] [ 8 ] [ 9 ] [ 23 ] [ 24 ] [ 25 ] |
| Март                                                             |        |      |            |               |                          |     | |                                              |
| ООО «Межотраслевой коммерческий банк „Объединенный горный банк“» | 1994   | 2925 | 04.03.2010 | ОД-118        | Москва                   | Да  | Банк на 1 января 2010 года не достиг размера собственных средств, отвечающего требованиям части пятой статьи 11.2 Федерального закона «О банках и банковской деятельности». Неисполнение федеральных законов, регулирующих банковскую деятельность. Неисполнение нормативных актов Банка России. Существенная недостоверность отчётности.           | [ 2 ] [ 3 ] [ 8 ] [ 9 ] [ 26 ] [ 27 ]        |
| Май                                                              |        |      |            |               |                          |     | |                                              |
| ОАО «Городской банк „Нижний Новгород“»                           | 1992   | 926  | 05.05.2010 | 2107711005345 | Нижний Новгород          | Нет | Присоединены к ОАО «Промсвязьбанк». | [ 3 ] [ 28 ] [ 29 ]                          |
| ОАО АКБ «Волгопромбанк»                                          | 1990   | 701  | 05.05.2010 | 2107711005323 | Волгоград                | Нет | Присоединены к ОАО «Промсвязьбанк». | [ 3 ] [ 30 ] [ 31 ]                          |
| ОАО КБ «Камабанк»                                                | 1990   | 803  | 05.05.2010 | 2102800004877 | Пермь                    | Нет | Присоединён к ОАО «Восточный экспресс банк». | [ 3 ] [ 32 ] [ 33 ]                          |
| ООО «Балтийский социальный коммерческий банк» («Балтсоцкомбанк») | 1993   | 2545 | 07.05.2010 | 2107711005521 | Калининград              | Нет | Присоединён к ООО КБ «Русский ипотечный банк». | [ 3 ] [ 34 ] [ 35 ]                          |
| ОАО «Камчатпромбанк»                                             | 1990   | 1194 | 07.05.2010 | 2102800004987 | Петропавловск-Камчатский | Нет | Присоединены к ОАО «Азиатско-тихоокеанский банк». | [ 3 ] [ 36 ] [ 37 ]                          |
| ОАО «Колыма-банк»                                                | 1990   | 1076 | 07.05.2010 | 2102800004998 | Магадан                  | Нет | Присоединены к ОАО «Азиатско-тихоокеанский банк». | [ 3 ] [ 38 ] [ 39 ]                          |
| ОАО АКБ «Уралсиб-Юг банк»                                        | 1990   | 457  | 11.05.2010 | 2107711005587 | Краснодар                | Нет | Присоединены к ОАО «Банк Уралсиб». | [ 3 ] [ 40 ] [ 41 ]                          |
| ОАО АКБ «Стройвестбанк»                                          | 1992   | 1667 | 11.05.2010 | 2107711005565 | Калининград              | Нет | Присоединены к ОАО «Банк Уралсиб». | [ 3 ] [ 42 ] [ 43 ]                          |
| Июнь                                                             |        |      |            |               |                          |     | |                                              |
| ОАО «Удмуртский Пенсионный банк»                                 | 1992   | 1764 | 17.06.2010 | ОД-292        | Ижевск                   | Да  | Неисполнение федеральных законов, регулирующих банковскую деятельность. Неисполнение нормативных актов Банка России. Существенная недостоверность отчётности. | [ 2 ] [ 3 ] [ 8 ] [ 9 ] [ 44 ] [ 45 ]        |

## 2 полугодие
В разделе приведены все кредитные организации, у которых в 2-м полугодии 2010 года была отозвана или аннулирована лицензия.
| Наименование                                                                                    | Основ. | Лиц.   | Дата       | Приказ        | Регион             | АСВ | Причина | Прим.                                   |
| ----------------------------------------------------------------------------------------------- | ------ | ------ | ---------- | ------------- | ------------------ | --- | --- | --------------------------------------- |
| Июль                                                                                            |        |        |            |               |                    |     | |                                         |
| ОАО КБ «Хоум-Банк»                                                                              | 1993   | 2397   | 08.07.2010 | ОД-331        | Москва             | Нет | Нарушение требований Федерального закона № 115-ФЗ. | [ 2 ] [ 3 ] [ 8 ] [ 9 ] [ 46 ] [ 47 ]   |
| Август                                                                                          |        |        |            |               |                    |     | |                                         |
| ЗАО «Газэнергопромбанк»                                                                         | 1996   | 3284   | 02.08.2010 | 2107800050422 | Газопровод         | Нет | Присоединён к ОАО «Акционерный Банк „Россия“». | [ 3 ] [ 48 ] [ 49 ]                     |
| ЗАО АКБ «Первый Капитал»                                                                        | 1995   | 3201   | 13.08.2010 | ОД-395        | Москва             | Да  | Неисполнение федеральных законов, регулирующих банковскую деятельность. Неисполнение нормативных актов Банка России. Неспособность удовлетворить требования кредиторов. Снижение в течение трех месяцев подряд размера собственных средств ниже размера собственных средств достигнутого на 1 января 2007 года. | [ 2 ] [ 3 ] [ 8 ] [ 9 ] [ 50 ] [ 51 ]   |
| Сентябрь                                                                                        |        |        |            |               |                    |     | |                                         |
| ООО «Борский коммерческий банк»                                                                 | 1990   | 1303   | 30.09.2010 | ОД-477        | Бор                | Да  | Неисполнение федеральных законов, регулирующих банковскую деятельность. Неисполнение нормативных актов Банка России. Низкая достаточность капитала банка. Недостаточный размер собственных средств. Неспособность удовлетворить требования кредиторов.                                                          | [ 2 ] [ 3 ] [ 8 ] [ 9 ] [ 52 ] [ 53 ]   |
| ООО КБ «СахаДаймондБанк»                                                                        | 1995   | 3272   | 30.09.2010 | ОД-479        | Москва             | Да  | Неисполнение федеральных законов, регулирующих банковскую деятельность. Неисполнение нормативных актов Банка России. | [ 2 ] [ 3 ] [ 8 ] [ 9 ] [ 54 ] [ 55 ]   |
| ООО «Европейско-Азиатский Кредитный Банк» («Евразбанк»)                                         | 1991   | 1676   | 30.09.2010 | 2107711013771 | Новоивановское     | Нет | Присоединён к ООО КБ «Интеркоммерц». | [ 3 ] [ 56 ] [ 57 ]                     |
| Октябрь                                                                                         |        |        |            |               |                    |     | |                                         |
| ОАО «Инвестиционный Банк „Открытие“»                                                            | 1994   | 2901   | 01.10.2010 | 2107711014178 | Москва             | Нет | Присоединены к ОАО «Банк „Открытие“». | [ 3 ] [ 58 ] [ 59 ]                     |
| ОАО «Банк „Петровский“»                                                                         | 1990   | 729    | 01.10.2010 | 2107711014156 | Санкт-Петербург    | Нет | Присоединены к ОАО «Банк „Открытие“». | [ 3 ] [ 60 ] [ 61 ]                     |
| ЗАО «Дрезднер Банк»                                                                             | 1993   | 2455   | 01.10.2010 | 2107711014024 | Санкт-Петербург    | Нет | Присоединён к ЗАО «Коммерцбанк (Евразия)». | [ 3 ] [ 62 ] [ 63 ]                     |
| ОАО «Ростовский инвестиционно-коммерческий промышленно-строительный банк» («Ростпромстройбанк») | 1992   | 1705   | 01.10.2010 | 2102800009343 | Ростов-на-Дону     | Нет | Присоединён к ОАО «Восточный экспресс банк». | [ 3 ] [ 64 ] [ 65 ]                     |
| ЗАО «Международный промышленный банк»                                                           | 1992   | 2056   | 05.10.2010 | ОД-484        | Москва             | Нет | Неисполнение федеральных законов, регулирующих банковскую деятельность. Неисполнение нормативных актов Банка России. Существенная недостоверность отчётности. Неспособность удовлетворить требования кредиторов.                                                                                                | [ 2 ] [ 3 ] [ 8 ] [ 9 ] [ 66 ] [ 67 ]   |
| ОАО «Ярославский коммерческий банк социального развития» («Ярсоцбанк»)                          | 1990   | 828    | 19.10.2010 | 2107711015730 | Ярославль          | Нет | Присоединён к ОАО «Промсвязьбанк». | [ 3 ] [ 68 ] [ 69 ]                     |
| ОАО АКБ «Тройка»                                                                                | 1992   | 2051   | 21.10.2010 | ОД-511        | Москва             | Нет | Неисполнение федеральных законов, регулирующих банковскую деятельность. Неисполнение нормативных актов Банка России. Низкая достаточность капитала банков. Недостаточный размер собственных средств. | [ 2 ] [ 3 ] [ 8 ] [ 9 ] [ 70 ] [ 71 ]   |
| ООО «Межпромбанк Плюс»                                                                          | 1996   | 3282   | 21.10.2010 | ОД-513        | Москва             | Да  | Неисполнение федеральных законов, регулирующих банковскую деятельность. Неисполнение нормативных актов Банка России. Низкая достаточность капитала банков. Недостаточный размер собственных средств. | [ 2 ] [ 3 ] [ 8 ] [ 9 ] [ 72 ] [ 73 ]   |
| Ноябрь                                                                                          |        |        |            |               |                    |     | |                                         |
| ОАО «Инновационный Коммерческий Банк „Петрофф-банк“»                                            | 1993   | 2466   | 01.11.2010 | ОД-539        | Москва             | Нет | Неисполнение федеральных законов, регулирующих банковскую деятельность. Неисполнение нормативных актов Банка России. Низкая достаточность капитала банка. Недостаточный размер собственных средств. | [ 2 ] [ 3 ] [ 8 ] [ 9 ] [ 74 ] [ 75 ]   |
| ОАО «Востоккредитбанк»                                                                          | 1992   | 922    | 24.11.2010 | ОД-575        | Благовещенск       | Да  | Неисполнение федеральных законов, регулирующих банковскую деятельность. Неисполнение нормативных актов Банка России. | [ 2 ] [ 3 ] [ 8 ] [ 9 ] [ 76 ] [ 77 ]   |
| ООО КБ «Соцэкономбанк»                                                                          | 1994   | 2917   | 24.11.2010 | ОД-578        | Москва             | Нет | Неисполнение федеральных законов, регулирующих банковскую деятельность. Неисполнение нормативных актов Банка России. Неспособность удовлетворить требования кредиторов. | [ 2 ] [ 3 ] [ 8 ] [ 9 ] [ 78 ] [ 79 ]   |
| Декабрь                                                                                         |        |        |            |               |                    |     | |                                         |
| ЗАО АКБ «Славянский Банк»                                                                       | 1992   | 383    | 03.12.2010 | ОД-596        | Москва             | Да  | Неисполнение федеральных законов, регулирующих банковскую деятельность. Неисполнение нормативных актов Банка России. Существенная недостоверность отчётности. | [ 2 ] [ 3 ] [ 8 ] [ 9 ] [ 80 ] [ 81 ]   |
| ЗАО АКБ «Традо-Банк»                                                                            | 1990   | 1065   | 03.12.2010 | ОД-598        | Москва             | Да  | Неисполнение федеральных законов, регулирующих банковскую деятельность. Неисполнение нормативных актов Банка России. Неспособность удовлетворить требования кредиторов. | [ 2 ] [ 3 ] [ 8 ] [ 9 ] [ 82 ] [ 83 ]   |
| ООО РНКО «Транштрейд»                                                                           | 1994   | 2676-К | 14.12.2010 | ОД-624        | Махачкала          | Нет | Неисполнение федеральных законов, регулирующих банковскую деятельность. Неисполнение нормативных актов Банка России. Нарушение требований Федерального закона № 115-ФЗ. | [ 2 ] [ 8 ] [ 84 ] [ 85 ] [ 86 ]        |
| ООО «Банк Империя»                                                                              | 1993   | 2535   | 14.12.2010 | ОД-626        | Москва             | Да  | Неисполнение федеральных законов, регулирующих банковскую деятельность. Неисполнение нормативных актов Банка России. Существенная недостоверность отчётности. Неспособность удовлетворить требования кредиторов.                                                                                                | [ 2 ] [ 8 ] [ 9 ] [ 84 ] [ 87 ] [ 88 ]  |
| ООО КБ «ПриватХолдингБанк»                                                                      | 2001   | 3372   | 14.12.2010 | ОД-628        | Москва             | Нет | Неисполнение федеральных законов, регулирующих банковскую деятельность. Неисполнение нормативных актов Банка России. | [ 2 ] [ 8 ] [ 9 ] [ 84 ] [ 89 ] [ 90 ]  |
| ОАО «Уральский финансово-промышленный банк» («Уралфинпромбанк»)                                 | 1994   | 3119   | 20.12.2010 | ОД-649        | Екатеринбург       | Да  | Неисполнение федеральных законов, регулирующих банковскую деятельность. Неисполнение нормативных актов Банка России. Низкая достаточность капитала банка. Недостаточный размер собственных средств. | [ 2 ] [ 8 ] [ 9 ] [ 84 ] [ 91 ] [ 92 ]  |
| ОАО «Банк „Монетный дом“»                                                                       | 1990   | 419    | 20.12.2010 | ОД-650        | Челябинск          | Да  | Неисполнение федеральных законов, регулирующих банковскую деятельность. Неисполнение нормативных актов Банка России. Низкая достаточность капитала банка. Недостаточный размер собственных средств. Неспособность удовлетворить требования кредиторов.                                                          | [ 2 ] [ 8 ] [ 9 ] [ 84 ] [ 93 ] [ 94 ]  |
| ЗАО АКБ «Русско-Германский Торговый Банк А. О.»                                                 | 1994   | 2747   | 21.12.2010 | ОД-660        | Москва             | Нет | Неисполнение федеральных законов, регулирующих банковскую деятельность. Неисполнение нормативных актов Банка России. Существенная недостоверность отчётности. | [ 2 ] [ 8 ] [ 9 ] [ 84 ] [ 95 ] [ 96 ]  |
| ОАО КБ «Донской инвестиционный банк» («Донбанк»)                                                | 1994   | 2984   | 21.12.2010 | ОД-662        | Каменск-Шахтинский | Да  | Неисполнение федеральных законов, регулирующих банковскую деятельность. Неисполнение нормативных актов Банка России. Низкая достаточность капитала банка. Недостаточный размер собственных средств. | [ 2 ] [ 8 ] [ 9 ] [ 84 ] [ 97 ] [ 98 ]  |
| ЗАО «Банк долгосрочного кредитования» («БДК»)                                                   | 2002   | 3391   | 29.12.2010 | ОД-691        | Москва             | Нет | Неисполнение федеральных законов, регулирующих банковскую деятельность. Неисполнение нормативных актов Банка России. Существенная недостоверность отчётности. | [ 2 ] [ 8 ] [ 9 ] [ 84 ] [ 99 ] [ 100 ] |

## Статистика

### Закрытие по месяцам
| Закрытие по месяцам | Закрытие по месяцам | Закрытие по месяцам | Закрытие по месяцам | Закрытие по месяцам |
| Месяц               |                     |                     |                     | Количество          |
| ------------------- | ------------------- | ------------------- | ------------------- | ------------------- |
| Январь              |                     |                     | 2                   |                     |
| Февраль             |                     |                     | 7                   |                     |
| Март                |                     |                     | 1                   |                     |
| Апрель              |                     |                     | 0                   |                     |
| Май                 |                     |                     | 8                   |                     |
| Июнь                |                     |                     | 1                   |                     |
| Июль                |                     |                     | 1                   |                     |
| Август              |                     |                     | 2                   |                     |
| Сентябрь            |                     |                     | 3                   |                     |
| Октябрь             |                     |                     | 8                   |                     |
| Ноябрь              |                     |                     | 3                   |                     |
| Декабрь             |                     |                     | 10                  |                     |

### Причины закрытия
| Причины закрытия | Причины закрытия | Причины закрытия | Причины закрытия | Причины закрытия |
| Причина |                  |                  |                  | Количество       |
| --- | ---------------- | ---------------- | ---------------- | ---------------- |
| Нарушение банковского законодательства (п. 6 ч. 1 ст. 20 Федерального закона «О банках и банковской деятельности») |                  |                  | 22               |                  |
| Неисполнение требований кредиторов (п. 4 ч. 2 ст. 20 Федерального закона «О банках и банковской деятельности») |                  |                  | 9                |                  |
| Существенная недостоверность отчетности (п. 3 ч. 1 ст. 20 Федерального закона «О банках и банковской деятельности») |                  |                  | 8                |                  |
| Размер собственных средств ниже минимального значения уставного капитала (п. 2 ч. 2 ст. 20 Федерального закона «О банках и банковской деятельности»)                                                                             |                  |                  | 7                |                  |
| Достаточность капитала ниже 2 % (п. 1 ч. 2 ст. 20 Федерального закона «О банках и банковской деятельности») |                  |                  | 7                |                  |
| Недостижение по состоянию на 1 января 2010 года размера собственных средств, установленного Федеральным законом «О банках и банковской деятельности» (п. 6 ч. 2 ст. 20 Федерального закона «О банках и банковской деятельности») |                  |                  | 6                |                  |
| Нарушение требований ст. 6 и 7 Федерального закона № 115-ФЗ (п. 6 ч. 1 ст. 20 Федерального закона «О банках и банковской деятельности»)                                                                                          |                  |                  | 3                |                  |
| Снижение в течение трех месяцев подряд размера собственных средств ниже размера собственных средств достигнутого на 1 января 2007 года (п. 5—6 ч. 2 ст. 20 Федерального закона «О банках и банковской деятельности»)             |                  |                  | 1                |                  |

### Комментарии
1. ↑  По инициативе Банка России, согласно требований статьи 20 Федерального закона «О банках и банковской деятельности».
2. ↑  По инициативе собственников компании или в порядке её реорганизации.